# WTA 125 2023
Il WTA 125 2023 è il secondo livello professionistico di tennis femminile, dopo il WTA Tour 2023. Per il 2023 è costituito da trentuno tornei, il montepremi per torneo è di 115 000 $.

## Calendario

### Gennaio
| Settimana  | Torneo                                                                            | Campionesse                                        | Finaliste                | Semifinaliste                 | Eliminate ai quarti                                                         |
| ---------- | --------------------------------------------------------------------------------- | -------------------------------------------------- | ------------------------ | ----------------------------- | --------------------------------------------------------------------------- |
| 30 gennaio | Copa Oster Cali, Colombia $115,000 – Terra rossa – 32S/16Q/16D Singolare – Doppio | Nadia Podoroska 6-4, 6-2                           | Paula Ormaechea          | Emiliana Arango Laura Pigossi | Fernanda Contreras Gómez Martina Colmegna Elvina Kalieva Valerija Strachova |
| 30 gennaio | Copa Oster Cali, Colombia $115,000 – Terra rossa – 32S/16Q/16D Singolare – Doppio | Weronika Falkowska Katarzyna Kawa 6-1, 5-7, [10-6] | Kyōka Okamura You Xiaodi | Emiliana Arango Laura Pigossi | Fernanda Contreras Gómez Martina Colmegna Elvina Kalieva Valerija Strachova |

### Marzo
| Settimana | Torneo                                                                                               | Campionesse                             | Finaliste                          | Semifinaliste              | Eliminate ai quarti                                         |
| --------- | --- | --------------------------------------- | ---------------------------------- | -------------------------- | ----------------------------------------------------------- |
| 27 marzo  | San Luis Potosí Open San Luis Potosí, Messico $115,000 – Terra rossa – 32S/8Q/16D Singolare – Doppio | Elisabetta Cocciaretto 5-7, 6-4, 7-5    | Sara Errani                        | Elina Avanesjan Kaja Juvan | Tamara Zidanšek Emiliana Arango Laura Pigossi Tatjana Maria |
| 27 marzo  | San Luis Potosí Open San Luis Potosí, Messico $115,000 – Terra rossa – 32S/8Q/16D Singolare – Doppio | Aliona Bolsova Andrea Gámiz 7-6(5), 6-4 | Oksana Kalašnikova Katarzyna Piter | Elina Avanesjan Kaja Juvan | Tamara Zidanšek Emiliana Arango Laura Pigossi Tatjana Maria |

### Maggio
| Settimana | Torneo                                                                                              | Campionesse                                       | Finaliste                     | Semifinaliste                   | Eliminate ai quarti                                            |
| --------- | --------------------------------------------------------------------------------------------------- | ------------------------------------------------- | ----------------------------- | ------------------------------- | -------------------------------------------------------------- |
| 1 maggio  | Catalonia Open Reus, Spagna $115,000 – Terra rossa – 32S/8Q/12D Singolare – Doppio                  | Sorana Cîrstea 6-1, 4-6, 7-6(1)                   | Elizabeth Mandlik             | Dajana Jastrems'ka Lauren Davis | Jil Teichmann Nuria Párrizas Díaz Camila Osorio Caty McNally   |
| 1 maggio  | Catalonia Open Reus, Spagna $115,000 – Terra rossa – 32S/8Q/12D Singolare – Doppio                  | Storm Hunter Ellen Perez 6-1, 7-6(8)              | Alexa Guarachi Erin Routliffe | Dajana Jastrems'ka Lauren Davis | Jil Teichmann Nuria Párrizas Díaz Camila Osorio Caty McNally   |
| 1 maggio  | L'Open 35 de Saint-Malo Saint-Malo, Francia $115,000 – Terra rossa – 32S/11Q/15D Singolare – Doppio | Sloane Stephens 6-3, 6-4                          | Greet Minnen                  | Elina Svitolina Katie Volynets  | Jessika Ponchet Léolia Jeanjean Magdalena Fręch Emma Navarro   |
| 1 maggio  | L'Open 35 de Saint-Malo Saint-Malo, Francia $115,000 – Terra rossa – 32S/11Q/15D Singolare – Doppio | Greet Minnen Bibiane Schoofs 7-6(7), 7-6(3)       | Eri Hozumi Ulrikke Eikeri     | Elina Svitolina Katie Volynets  | Jessika Ponchet Léolia Jeanjean Magdalena Fręch Emma Navarro   |
| 15 maggio | Firenze Ladies Open Firenze, Italia $115,000 – Terra rossa – 32S/14Q/16D Singolare – Doppio         | Jasmine Paolini 6-3, 7-5                          | Taylor Townsend               | Lucia Bronzetti Sara Errani     | Priscilla Hon Ylena In-Albon Matilde Paoletti Eugenie Bouchard |
| 15 maggio | Firenze Ladies Open Firenze, Italia $115,000 – Terra rossa – 32S/14Q/16D Singolare – Doppio         | Vivian Heisen Ingrid Neel 1-6, 6-2, [10-8]        | Asia Muhammad Giuliana Olmos  | Lucia Bronzetti Sara Errani     | Priscilla Hon Ylena In-Albon Matilde Paoletti Eugenie Bouchard |
| 15 maggio | Trophée Clarins Parigi, Francia $115,000 – Terra rossa – 32S/8Q/8D Singolare – Doppio               | Diane Parry w/o                                   | Caty McNally                  | Katie Volynets Varvara Gračëva  | Alizé Cornet Nao Hibino Linda Nosková Kamilla Rachimova        |
| 15 maggio | Trophée Clarins Parigi, Francia $115,000 – Terra rossa – 32S/8Q/8D Singolare – Doppio               | Anna Danilina Vera Zvonarëva 5-7, 7-6(2), [14-12] | Nadiia Kičenok Alycia Parks   | Katie Volynets Varvara Gračëva  | Alizé Cornet Nao Hibino Linda Nosková Kamilla Rachimova        |

### Giugno
| Settimana | Torneo | Campionesse                                  | Finaliste                          | Semifinaliste                    | Eliminate ai quarti                                              |
| --------- | --- | -------------------------------------------- | ---------------------------------- | -------------------------------- | ---------------------------------------------------------------- |
| 5 giugno  | Open Internacional Femení Solgironès La Bisbal d'Empordà, Spagna $115,000 – Terra rossa – 32S/8Q/8D Singolare – Doppio | Arantxa Rus 7-6(2), 6-3                      | Panna Udvardy                      | Rebeka Masarova María Carlé      | Nadia Podoroska Kaja Juvan Caroline Dolehide Jil Teichmann       |
| 5 giugno  | Open Internacional Femení Solgironès La Bisbal d'Empordà, Spagna $115,000 – Terra rossa – 32S/8Q/8D Singolare – Doppio | Caroline Dolehide Diana Šnaider 7-6(5), 6-3  | Aliona Bolsova Rebeka Masarova     | Rebeka Masarova María Carlé      | Nadia Podoroska Kaja Juvan Caroline Dolehide Jil Teichmann       |
| 5 giugno  | Makarska Open Makarska, Croazia $115,000 – Terra rossa – 32S/8Q/8D Singolare – Doppio                                  | Mayar Sherif 2-6, 7-6(6), 7-5                | Jasmine Paolini                    | Diane Parry Rebecca Šramková     | Linda Nosková Yuan Yue Kateryna Baindl Ana Konjuh                |
| 5 giugno  | Makarska Open Makarska, Croazia $115,000 – Terra rossa – 32S/8Q/8D Singolare – Doppio                                  | Ingrid Neel Wu Fang-hsien 6-3, 7-5           | Anna Sisková Renata Voráčová       | Diane Parry Rebecca Šramková     | Linda Nosková Yuan Yue Kateryna Baindl Ana Konjuh                |
| 12 giugno | BBVA Open Internacional de Valencia Valencia, Spagna $115,000 – Terra rossa – 32S/15Q/7D Singolare – Doppio            | Mayar Sherif 6-3, 6-3                        | Marina Bassols Ribera              | Nadia Podoroska Tamara Korpatsch | Ann Li Mirjam Björklund Sara Errani Jéssica Bouzas Maneiro       |
| 12 giugno | BBVA Open Internacional de Valencia Valencia, Spagna $115,000 – Terra rossa – 32S/15Q/7D Singolare – Doppio            | Aliona Bolsova Andrea Gámiz 6-4, 4-6, [10-7] | Angelina Gabueva Irina Chromačëva  | Nadia Podoroska Tamara Korpatsch | Ann Li Mirjam Björklund Sara Errani Jéssica Bouzas Maneiro       |
| 19 giugno | Veneto Open Internazionali Confindustria Venezia e Rovigo Gaiba, Italia $115,000 – Erba – 32S/8D Singolare – Doppio    | Ashlyn Krueger 3-6, 6-4, 7-5                 | Tatjana Maria                      | Olga Danilović Robin Montgomery  | Yanina Wickmayer Yuan Yue Ysaline Bonaventure Lucrezia Stefanini |
| 19 giugno | Veneto Open Internazionali Confindustria Venezia e Rovigo Gaiba, Italia $115,000 – Erba – 32S/8D Singolare – Doppio    | Han Na-lae Jang Su-jeong 6-3, 3-6, [10-6]    | Weronika Falkowska Katarzyna Piter | Olga Danilović Robin Montgomery  | Yanina Wickmayer Yuan Yue Ysaline Bonaventure Lucrezia Stefanini |

### Luglio
| Settimana | Torneo                                                                                          | Campionesse                                        | Finaliste                    | Semifinaliste                   | Eliminate ai quarti                                         |
| --------- | ----------------------------------------------------------------------------------------------- | -------------------------------------------------- | ---------------------------- | ------------------------------- | ----------------------------------------------------------- |
| 10 luglio | Swedish Open Båstad, Svezia $115,000 – Terra rossa – 32S/16D Singolare – Doppio                 | Olga Danilović 7-6(4), 3-6, 6-3                    | Emma Navarro                 | Louisa Chirico Julija Putinceva | Tamara Zidanšek Claire Liu Viktorija Tomova Aliona Bolsova  |
| 10 luglio | Swedish Open Båstad, Svezia $115,000 – Terra rossa – 32S/16D Singolare – Doppio                 | Irina Chromačëva Panna Udvardy 4-6, 6-3, [10-5]    | Eri Hozumi Jang Su-jeong     | Louisa Chirico Julija Putinceva | Tamara Zidanšek Claire Liu Viktorija Tomova Aliona Bolsova  |
| 10 luglio | Grand Est Open 88 Contrexéville, Francia $115,000 – Terra rossa – 32S/12Q/8D Singolare – Doppio | Arantxa Rus 6-3, 6-3                               | Anastasija Pavljučenkova     | Tereza Martincová Fiona Ferro   | Anna-Lena Friedsam Sara Errani Eva Lys Cristina Bucșa       |
| 10 luglio | Grand Est Open 88 Contrexéville, Francia $115,000 – Terra rossa – 32S/12Q/8D Singolare – Doppio | Cristina Bucșa Alëna Fomina-Klotz 4-6, 6-3, [10-7] | Amina Anšba Anastasia Dețiuc | Tereza Martincová Fiona Ferro   | Anna-Lena Friedsam Sara Errani Eva Lys Cristina Bucșa       |
| 17 luglio | BCR Iași Open Iași, Romania $115,000 – Terra rossa – 32S/16Q/8D Singolare – Doppio              | Ana Bogdan 6-2, 6-3                                | Irina-Camelia Begu           | Tamara Zidanšek Raluca Șerban   | Jil Teichmann Dar'ja Astachova Laura Pigossi Simona Waltert |
| 17 luglio | BCR Iași Open Iași, Romania $115,000 – Terra rossa – 32S/16Q/8D Singolare – Doppio              | Veronika Erjavec Dalila Jakupović 6-4, 6-4         | Irina Bara Monica Niculescu  | Tamara Zidanšek Raluca Șerban   | Jil Teichmann Dar'ja Astachova Laura Pigossi Simona Waltert |
| 7 agosto  | Polish Open Grodzisk Mazowiecki, Polonia $115,000 – Cemento – 32S/16Q/16D Singolare – Doppio    | Dajana Jastrems'ka 2-6, 6-1, 6-3                   | Greet Minnen                 | Maja Chwalińska Zeynep Sönmez   | Martyna Kubka Eva Lys Tereza Martincová Noma Noha Akugue    |
| 7 agosto  | Polish Open Grodzisk Mazowiecki, Polonia $115,000 – Cemento – 32S/16Q/16D Singolare – Doppio    | Katarzyna Kawa Elixane Lechemia 6-3, 6-4           | Naiktha Bains Maia Lumsden   | Maja Chwalińska Zeynep Sönmez   | Martyna Kubka Eva Lys Tereza Martincová Noma Noha Akugue    |

### Agosto
| Settimana | Torneo                                                                                                | Campionesse                                                 | Finaliste                                   | Semifinaliste                               | Eliminate ai quarti                                                |
| --------- | --- | ----------------------------------------------------------- | ------------------------------------------- | ------------------------------------------- | ------------------------------------------------------------------ |
| 14 agosto | Barranquilla Open Barranquilla, Colombia $115,000 – Cemento – 32S/16Q/8D Singolare – Doppio           | Tatjana Maria 6-1, 6-2                                      | Fiona Ferro                                 | Varvara Lepchenko Anna Karolína Schmiedlová | Daria Saville Carole Monnet Irina Fetecău Laura Pigossi            |
| 14 agosto | Barranquilla Open Barranquilla, Colombia $115,000 – Cemento – 32S/16Q/8D Singolare – Doppio           | Valentini Grammatikopoulou Despoina Papamichaīl 7-6(2), 7-5 | Yuliana Lizarazo María Paulina Pérez García | Varvara Lepchenko Anna Karolína Schmiedlová | Daria Saville Carole Monnet Irina Fetecău Laura Pigossi            |
| 14 agosto | Golden Gate Open Stanford, Stati Uniti d'America $160,000 – Cemento – 32S/16Q/16D Singolare – Doppio  | Wang Yafan 6-2, 6-0                                         | Kamilla Rachimova                           | Moyuka Uchijima Yuan Yue                    | Mai Hontama Jodie Burrage Bai Zhuoxuan Iryna Šymanovič             |
| 14 agosto | Golden Gate Open Stanford, Stati Uniti d'America $160,000 – Cemento – 32S/16Q/16D Singolare – Doppio  | Jodie Burrage Olivia Gadecki 7-6(4), 6(6)-7, [10-8]         | Hailey Baptiste Claire Liu                  | Moyuka Uchijima Yuan Yue                    | Mai Hontama Jodie Burrage Bai Zhuoxuan Iryna Šymanovič             |
| 21 agosto | Chicago Women's Open Chicago, Stati Uniti d'America $115,000 – Cemento – 32S/8Q/8D Singolare – Doppio | Viktorija Tomova 6-1, 6-4                                   | Claire Liu                                  | Lucia Bronzetti Cristina Bucșa              | Kateryna Baindl Kamilla Rachimova Rebeka Masarova Rebecca Peterson |
| 21 agosto | Chicago Women's Open Chicago, Stati Uniti d'America $115,000 – Cemento – 32S/8Q/8D Singolare – Doppio | Ulrikke Eikeri Ingrid Neel w/o                              | Cristina Bucșa Aleksandra Panova            | Lucia Bronzetti Cristina Bucșa              | Kateryna Baindl Kamilla Rachimova Rebeka Masarova Rebecca Peterson |

### Settembre
| Settimana    | Torneo                                                                                            | Campionesse                                   | Finaliste                                   | Semifinaliste                        | Eliminate ai quarti                                                   |
| ------------ | ------------------------------------------------------------------------------------------------- | --------------------------------------------- | ------------------------------------------- | ------------------------------------ | --------------------------------------------------------------------- |
| 4 settembre  | Open delle Puglie Bari, Italia $115,000 – Terra rossa – 32S/8Q/16D Singolare – Doppio             | Tamara Zidanšek 3-6, 7-5, 6-1                 | Rebecca Šramková                            | Alizé Cornet Jana Fett               | Jennifer Ruggeri Katarzyna Kawa Zeynep Sönmez Jaqueline Cristian      |
| 4 settembre  | Open delle Puglie Bari, Italia $115,000 – Terra rossa – 32S/8Q/16D Singolare – Doppio             | Katarzyna Kawa Anna Sisková 6-1, 6-2          | Valentini Grammatikopoulou Elixane Lechemia | Alizé Cornet Jana Fett               | Jennifer Ruggeri Katarzyna Kawa Zeynep Sönmez Jaqueline Cristian      |
| 11 settembre | Țiriac Foundation Trophy Bucarest, Romania $115,000 – Terra rossa – 32S/16Q/8D Singolare – Doppio | Astra Sharma 0-6, 7-5, 6-2                    | Sara Errani                                 | Jaqueline Cristian Darja Semeņistaja | Anna Bondár María Carlé Noma Noha Akugue Anca Todoni                  |
| 11 settembre | Țiriac Foundation Trophy Bucarest, Romania $115,000 – Terra rossa – 32S/16Q/8D Singolare – Doppio | Angelica Moratelli Camilla Rosatello 7-5, 6-4 | Valentini Grammatikopoulou Anna Sisková     | Jaqueline Cristian Darja Semeņistaja | Anna Bondár María Carlé Noma Noha Akugue Anca Todoni                  |
| 11 settembre | Slovenia Open WTA Lubiana, Slovenia $115,000 – Terra rossa – 32S/8Q/16D Singolare – Doppio        | Marina Bassols Ribera 6-0, 7-6(2)             | Zeynep Sönmez                               | Tamara Zidanšek Miriam Bulgaru       | Katarzyna Kawa Ėrika Andreeva Dalma Gálfi Lucija Ćirić Bagarić        |
| 11 settembre | Slovenia Open WTA Lubiana, Slovenia $115,000 – Terra rossa – 32S/8Q/16D Singolare – Doppio        | Amina Anšba Quinn Gleason 6-3, 6-4            | Freya Christie Yuliana Lizarazo             | Tamara Zidanšek Miriam Bulgaru       | Katarzyna Kawa Ėrika Andreeva Dalma Gálfi Lucija Ćirić Bagarić        |
| 18 settembre | Parma Ladies Open Parma, Italia $115,000 – Terra rossa – 32S/16Q/16D Singolare – Doppio           | Ana Bogdan 7-5, 6-1                           | Anna Karolína Schmiedlová                   | Katarzyna Kawa Anna Bondár           | Kaja Juvan Jéssica Bouzas Maneiro Viktorija Tomova Jaqueline Cristian |
| 18 settembre | Parma Ladies Open Parma, Italia $115,000 – Terra rossa – 32S/16Q/16D Singolare – Doppio           | Dalila Jakupović Irina Chromačëva 6-2, 6-3    | Anna Bondár Kimberley Zimmermann            | Katarzyna Kawa Anna Bondár           | Kaja Juvan Jéssica Bouzas Maneiro Viktorija Tomova Jaqueline Cristian |

### Ottobre
| Settimana  | Torneo | Campionesse                                        | Finaliste                         | Semifinaliste                       | Eliminate ai quarti                                                      |
| ---------- | --- | -------------------------------------------------- | --------------------------------- | ----------------------------------- | ------------------------------------------------------------------------ |
| 9 ottobre  | Open Capfinances Rouen Métropole Rouen, Francia $115,000 – Cemento (i) – 32S/8Q/16D Singolare – Doppio    | Viktorija Golubic 6-4, 6-1                         | Ėrika Andreeva                    | Jaqueline Cristian Alizé Cornet     | Greet Minnen Fiona Ferro Jodie Burrage Nuria Párrizas Díaz               |
| 9 ottobre  | Open Capfinances Rouen Métropole Rouen, Francia $115,000 – Cemento (i) – 32S/8Q/16D Singolare – Doppio    | Maia Lumsden Jessika Ponchet 6-3, 7-6(4)           | Anna Bondár Kimberley Zimmermann  | Jaqueline Cristian Alizé Cornet     | Greet Minnen Fiona Ferro Jodie Burrage Nuria Párrizas Díaz               |
| 23 ottobre | Abierto Tampico Tampico, Messico $115,000 – Cemento – 32S/7Q/13D Singolare – Doppio                       | Emina Bektas 6-3, 3-6, 7-6(3)                      | Anna Kalinskaja                   | Kamilla Rachimova Elizabeth Mandlik | Caroline Dolehide Anastasija Tichonova Katie Volynets Fernanda Contreras |
| 23 ottobre | Abierto Tampico Tampico, Messico $115,000 – Cemento – 32S/7Q/13D Singolare – Doppio                       | Kamilla Rachimova Anastasija Tichonova 7-6(5), 6-2 | Sabrina Santamaria Heather Watson | Kamilla Rachimova Elizabeth Mandlik | Caroline Dolehide Anastasija Tichonova Katie Volynets Fernanda Contreras |
| 30 ottobre | Dow Tennis Classic Midland, Stati Uniti d'America $115,000 – Cemento (i) – 32S/16Q/16D Singolare – Doppio | Anna Kalinskaja 7-5, 6-4                           | Jana Fett                         | Emma Navarro Alycia Parks           | Emina Bektas Taylor Townsend Katherine Sebov Hailey Baptiste             |
| 30 ottobre | Dow Tennis Classic Midland, Stati Uniti d'America $115,000 – Cemento (i) – 32S/16Q/16D Singolare – Doppio | Hailey Baptiste Whitney Osuigwe 2-6, 6-2, [10-1]   | Sophie Chang Ashley Lahey         | Emma Navarro Alycia Parks           | Emina Bektas Taylor Townsend Katherine Sebov Hailey Baptiste             |

### Novembre
| Settimana   | Torneo                                                                                             | Campionesse                                       | Finaliste                             | Semifinaliste                     | Eliminate ai quarti                                             |
| ----------- | -------------------------------------------------------------------------------------------------- | ------------------------------------------------- | ------------------------------------- | --------------------------------- | --------------------------------------------------------------- |
| 13 novembre | Chile Colina Open Colina, Cile $115,000 – Terra rossa – 32S/8Q/16D Singolare – Doppio              | Sára Bejlek 6-2, 6-1                              | Diane Parry                           | Elizabeth Mandlik Nadia Podoroska | Polona Hercog Julija Starodubceva Léolia Jeanjean Panna Udvardy |
| 13 novembre | Chile Colina Open Colina, Cile $115,000 – Terra rossa – 32S/8Q/16D Singolare – Doppio              | Julia Lohoff Conny Perrin 7-6(4), 6-2             | Lucciana Pérez Alarcón Daniela Seguel | Elizabeth Mandlik Nadia Podoroska | Polona Hercog Julija Starodubceva Léolia Jeanjean Panna Udvardy |
| 20 novembre | MundoTenis Open Florianópolis, Brasile $115,000 – Terra rossa – 32S/8Q/16D Singolare – Doppio      | Ajla Tomljanović 6-1, 7-5                         | Martina Capurro Taborda               | Renata Zarazúa Nadia Podoroska    | Miriam Bulgaru Sára Bejlek Anca Todoni Carole Monnet            |
| 20 novembre | MundoTenis Open Florianópolis, Brasile $115,000 – Terra rossa – 32S/8Q/16D Singolare – Doppio      | Sara Errani Léolia Jeanjean 7-5, 3-6, [10-7]      | Julia Lohoff Conny Perrin             | Renata Zarazúa Nadia Podoroska    | Miriam Bulgaru Sára Bejlek Anca Todoni Carole Monnet            |
| 27 novembre | Creand Andorrà Open Andorra la Vella, Andorra $115,000 – Cemento (i) – 32S/8D Singolare – Doppio   | Marina Bassols Ribera 7-5, 7-6(3)                 | Ėrika Andreeva                        | Heather Watson Alizé Cornet       | Ella Seidel Jessika Ponchet Anastasija Sevastova Clara Tauson   |
| 27 novembre | Creand Andorrà Open Andorra la Vella, Andorra $115,000 – Cemento (i) – 32S/8D Singolare – Doppio   | Ėrika Andreeva Céline Naef 6-2, 6-1               | Tímea Babos Heather Watson            | Heather Watson Alizé Cornet       | Ella Seidel Jessika Ponchet Anastasija Sevastova Clara Tauson   |
| 27 novembre | IEB+ Argentina Open Buenos Aires, Argentina $115,000 – Terra rossa – 32S/8Q/16D Singolare – Doppio | Laura Pigossi 6-3, 6-2                            | María Carlé                           | Julia Riera Renata Zarazúa        | Diane Parry Polona Hercog Elizabeth Mandlik Solana Sierra       |
| 27 novembre | IEB+ Argentina Open Buenos Aires, Argentina $115,000 – Terra rossa – 32S/8Q/16D Singolare – Doppio | María Carlé Despoina Papamichaīl 6-3, 4-6, [11-9] | María Paulina Pérez Sofia Sewing      | Julia Riera Renata Zarazúa        | Diane Parry Polona Hercog Elizabeth Mandlik Solana Sierra       |

### Dicembre
| Settimana   | Torneo                                                                                            | Campionesse                              | Finaliste                       | Semifinaliste                     | Eliminate ai quarti                                                  |
| ----------- | ------------------------------------------------------------------------------------------------- | ---------------------------------------- | ------------------------------- | --------------------------------- | -------------------------------------------------------------------- |
| 4 dicembre  | Open P2i Angers Arena Loire Angers, Francia $115,000 – Cemento (i) – 32S/8Q/8D Singolare – Doppio | Clara Burel 3-6, 6-4, 6-2                | Chloé Paquet                    | Cristina Bucșa Dajana Jastrems'ka | Elisabetta Cocciaretto Audrey Albié McCartney Kessler Ėrika Andreeva |
| 4 dicembre  | Open P2i Angers Arena Loire Angers, Francia $115,000 – Cemento (i) – 32S/8Q/8D Singolare – Doppio | Cristina Bucșa Monica Niculescu 6-1, 6-3 | Anna Danilina Aleksandra Panova | Cristina Bucșa Dajana Jastrems'ka | Elisabetta Cocciaretto Audrey Albié McCartney Kessler Ėrika Andreeva |
| 4 dicembre  | Montevideo Open Montevideo, Uruguay $115,000 – Terra rossa – 32S/8Q/16D Singolare – Doppio        | Renata Zarazúa 7-5, 3-6, 6-4             | Diane Parry                     | Robin Montgomery María Carlé      | Solana Sierra Ylena In-Albon Julia Riera Miriam Bulgaru              |
| 4 dicembre  | Montevideo Open Montevideo, Uruguay $115,000 – Terra rossa – 32S/8Q/16D Singolare – Doppio        | María Carlé Julia Riera 7-6(5), 7-5      | Freya Christie Yuliana Lizarazo | Robin Montgomery María Carlé      | Solana Sierra Ylena In-Albon Julia Riera Miriam Bulgaru              |
| 11 dicembre | Open BLS de Limoges Limoges, Francia $115,000 – Cemento (i) – 32S/7Q/8D Singolare – Doppio        | Cristina Bucșa 2-6, 6-1, 6-2             | Elsa Jacquemot                  | Ėrika Andreeva Anna Blinkova      | Elisabetta Cocciaretto Anastasija Sevastova Loïs Boisson Harmony Tan |
| 11 dicembre | Open BLS de Limoges Limoges, Francia $115,000 – Cemento (i) – 32S/7Q/8D Singolare – Doppio        | Cristina Bucșa Jana Sizikova 6-4, 6-1    | Oksana Kalašnikova Maia Lumsden | Ėrika Andreeva Anna Blinkova      | Elisabetta Cocciaretto Anastasija Sevastova Loïs Boisson Harmony Tan |